# Rheinhessisches Fahrradmuseum

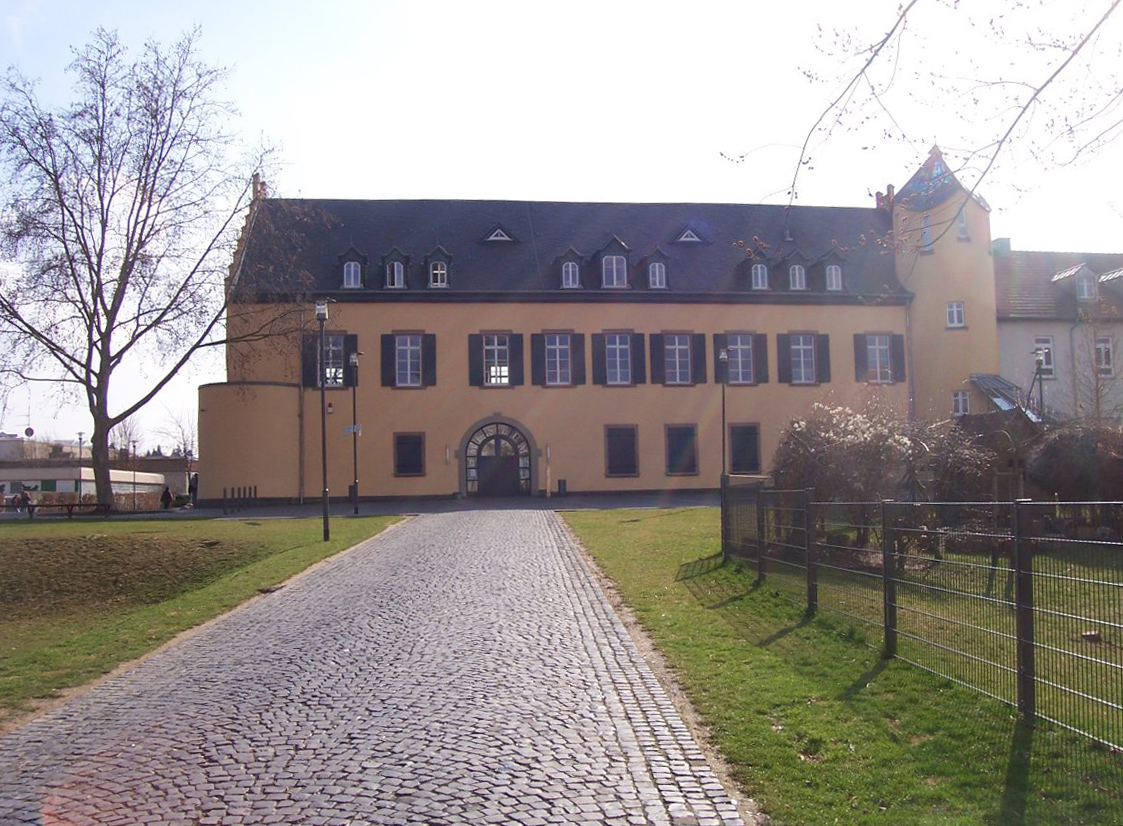
Das Museum befindet sich in Schloss Ardeck

Das Rheinhessische Fahrradmuseum ist ein Museum zur Geschichte des Fahrrades und des Radfahrens in Gau-Algesheim (Rheinland-Pfalz). Es wurde 2002 eröffnet.

## Bestand und Aktivitäten
In fünf Räumen werden Exponate zur Entwicklungsgeschichte des Fahrrades von Nachbauten der Laufmaschinen des Karl Drais und des aus Sobernheim an der Nahe stammenden kaiserlich-königlichen Hofmaschinisten Anton Burg (1767–1849) über eine Michauline des Pierre Michaux aus der Zeit um 1865, ein Hochrad von 1886 und ein Niederrad („Safety“) von 1887 bis zu einem ganzen Sortiment von Gebrauchsrädern für Erwachsene und Kinder aus dem 20. Jahrhundert und Sporträdern aller Disziplinen präsentiert. Zahlreiche Dokumente und die Bibliothek des Museums belegen, welche technischen, gesellschaftlichen und künstlerischen Entwicklungen vom Fahrrad angestoßen wurden.
Das Rheinhessische Fahrradmuseum versteht sich als regionales Sportmuseum, das den mehr als 30 Radsportvereinen der Region Gelegenheit bietet, sich darzustellen, und das auch die aktuelle sportliche Entwicklung, insbesondere im Hallenradsport (Kunstradfahren, Radball und Radpolo), begleitet.
Mit seinen Exponaten unterstützt das Museum andere Museen in der Region, Fest- und Sportveranstaltungen von Radsportvereinen, aber auch Unternehmen, Medienanstalten oder Filmproduzenten, so die Jubiläumsausstellung Das Fahrrad – 200 Jahre Handwerk auf zwei Rädern in der Galerie Handwerk Koblenz, die Ausstellung Cyclomania. Radelnde Frauen des Frauenmusuems Wiesbaden, die alljährlichen Experimentiertage des VDI Rheingau in Flörsheim am Main, sowie Sendungen von ZDF, SWR und WDR.

## Organisation
Das ehrenamtlich geführte und von einem Förderverein unterstützte Museum befindet sich in der Trägerschaft der Stadt Gau-Algesheim und des Radsportverbandes Rheinhessen.
Museumsleiter war von 2002 bis 2012 der Sportpädagoge und Sporthistoriker Heinz-Egon Rösch, der 1998 in einem Vortrag die Idee eines rheinhessischen Fahrradmuseums entwickelt und die Errichtung des Museums inspiriert hatte. 2012 folgte ihm Norbert Diehl, der von 1993 bis 2005 Vorsitzender des Radsportvereins 1898 Gau-Algesheim war. Im Jahr 2016 übernahm Emil Busch aus Gau-Algesheim die Museumsleitung.

## Sonderausstellungen
- 2002: Aus der Geschichte des Radsportvereins 1898 Gau-Algesheim
- 2003: Opel-Ausstellung „Räder für die Welt“; 100 Jahre Tour de France; Die sportlichen Erfolge des Radfahrervereins 1899/1957 Wörrstadt
- 2004: Von Kindesbeinen auf zwei Rädern. Kinderräder aus drei Jahrhunderten; Tradition und Leistungssport beim RV 1925 Mainz-Ebersheim, Rennsport; gesponsert aus Rheinland-Pfalz: Das Team Gerolsteiner
- 2005: „Sie radeln wie ein Mann, Madame!“ – Zur Geschichte des Frauenradfahrens und des Frauenradsports
- 2006: 40 Jahre Rheinland-Pfalz-Rundfahrt; 100 Jahre Radfahrerverein 1905 Mainz-Finthen
- 2007: Historisches Fahrrad-Zubehör
- 2008: 110 Jahre Radsportverein 1898 Gau-Algesheim
- 2009: Außergewöhnliche Fahrräder
- 2010: 100 Jahre RV 1910 Edelweiß Budenheim; 100 Jahre RV 1910 Hechtsheim
- 2011: Fahrrad und Radfahren in Ruanda; 10 Jahre Rheinhessisches Fahrradmuseum
- 2012: Historische Fahrradplakate; In memoriam Heinz Schaubruch
- 2013: Mit dem Mountainbike durch die Gebirge dieser Welt
- 2014: „Läuft es von selbst, geht’s meist bergab!“ – Karikaturen von Gerhard Mester;
- 2015: Präsentation eines restaurierten Hochrades; „Läuft es von selbst, geht’s meist bergab!“ – Karikaturen von Gerhard Mester
- 2016: Rheinhessische Höhen. Weinbergstürme, Bergkirchen, Aussichtsplätze. Ausgewählte Wander- und Radtouren; Stadttürme von Gau-Algesheim
- 2017: 200 Jahre Fahrrad (1817–2017)
- 2018: Impressionen des Ostsee-Premium-Radweges von Hamburg nach St. Petersburg
- 2019 Lastenräder  „Der Weg vom Lasten schleppenden Drahtesel zum Hightech-Transportrad“
- 2020 Das Pedersen, ein etwas anderes Fahrrad
- 2021 Rad Elbert, ein Mainzer Fahrradhersteller. „Hier war jedes Rad ein Unikat“
- 2022 Klapp- und Falträder früher und heute
- 2023 125 Jahre RSV Gau-Algesheim 1898 e. V.
- 2024 Bonanza das Kultrad der 70gerWebseite des Rheinhessischen Fahrradmuseums. Abgerufen am 7. Januar 2024.
- 2025 Entwicklung und Geschichte von Kinder- und Jugendrädern